# Edwin Stephen Goodrich
Edwin Stephen Goodrich (* 21. Juni 1868 in Weston-super-Mare; † 6. Januar 1946 in Oxford) war ein britischer Zoologe und Paläontologe.

## Leben und Wirken
Edwin Stephen Goodrich wurde am 21. Juni 1868 in Weston-super-Mare geboren, bereits zwei Wochen nach seiner Geburt verstarb sein Vater und er wurde zum Halbwaisen. Seine Mutter zog mit der Familie nach Pau in der französischen Region Aquitanien. Dort besuchte Goodrich die englische Schule und dann ein französisches Lycée.
Im Jahr 1888 nahm Goodrich ein Kunststudium an der Slade School of Fine Art am University College London auf. Dort traf er der Zoologen Ray Lankester, der ihn für die Zoologie begeisterte. Im Jahr 1892 wechselte Goodrich nach Oxford und setzte sein Studium am Merton College fort. Im selben Jahr wurde Lankester Professor für vergleichende Anatomie an der University of Oxford auf dem Linacre Chair of Zoology und machte Goodrich zu seinem Assistenten. Goodrich gewann 1894 den Rolleston Memorial Prize und schloss sein Studium 1895 mit Auszeichnung ab. Im Jahr 1905 wurde er Fellow in der Royal Society.
Goodrich forschte vor allem an Meerestieren und lieferte wichtige Beiträge zur Evolutionstheorie, insbesondere zur Evolution des Kopfes von Fischen.
Im Jahr 1913 heiratete Goodrich die Protozoologin Helen Pixell (1878–1957), die ihn fortan bei seiner Arbeit unterstützte. seine künstlerischen Fähigkeiten und sein begonnenes Kunststudium waren ihm später sehr nützlich und Goodrich wurde berühmt für seine schönen und verständlichen Zeichnungen und Diagramme. 1921 erhielt Goodrich den Linacre Chair of Zoology, den Lehrstuhl seines alten Mentors, den er bis 1945 innehatte.
Im Jahr 1932 wurde Goodrich die Linné-Medaille und 1936 die Royal Medal verliehen. Er wurde Ehrenmitglied der New York Academy of Sciences und Mitglied einiger anderer Wissenschaftsakademien und erhielt mehrere Ehrendoktoren.

## Werke (Auswahl)
- The Vertebrata Craniata (Cyclostomes and Fishes). Band IX der Treatise on Zoology. London 1909.
- Living organisms: an account of their origin and evolution. Oxford University Press, Oxford 1924.
- Studies on the structure and development of Vertebrates. MacMillan and Co., London 1930.